# Château des Espagnols
Le Château des Espagnols, (en néerlandais : Spanjaardenkasteel) était une ancienne forteresse située à Gand en Belgique, faisant alors partie de l'Empire Romain Germanique quand sa construction fut décidée en 1540 par Charles Quint. Après avoir réprimé la révolte de Gand de 1539, l'empereur fait transformer l'abbaye Saint-Bavon de Gand en une citadelle reliée aux remparts de la ville. L'édifice a disparu, détruit au XIXe siècle.

## Vestiges

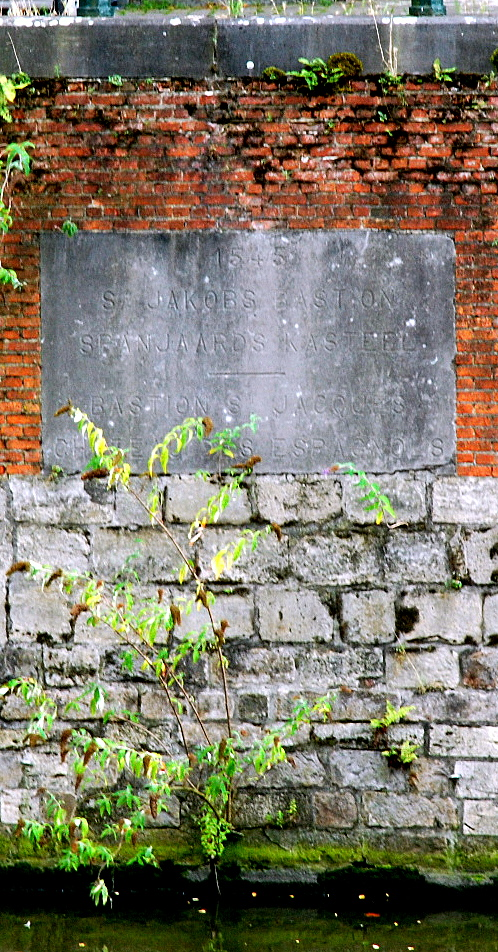
Plaque commémorative bilingue